# Magdalena Valerio
Magdalena Valerio Cordero (/maɣðaˈlena βaˈlɛɾjo koɾˈðɛɾo/), née le 27 septembre 1959 à Torremocha (province de Cáceres), est une femme politique espagnole membre du Parti socialiste ouvrier espagnol (PSOE).
Née en Estrémadure et formée en droit à l'université complutense de Madrid, elle s'installe en 1989 à Guadalajara et devient gestionnaire de la Sécurité sociale.
Elle obtient son premier mandat électoral en 1999, comme conseillère municipale de Guadalajara. Après les élections de 2003, elle est nommée adjointe au maire. Elle entre en 2005 au gouvernement de Castille-La Manche en tant que conseillère au Travail. Élue aux Cortes en 2007, elle est désignée conseillère au Tourisme, puis conseillère à la Justice en 2008.
Elle quitte l'exécutif en 2010 pour prendre le poste de déléguée dans la province de Guadalajara. Elle postule en tête de liste aux élections municipales de 2011 à Guadalajara et subit un échec cuisant avec deux fois moins d'élus que le maire sortant, facilement reconduit.
À la suite des élections législatives de 2011, elle est élue au Congrès des députés, où elle se spécialise dans le système des retraites. Proche de Pedro Sánchez, elle devient porte-parole adjointe du groupe socialiste en 2014, puis secrétaire exécutive à la Sécurité sociale du PSOE trois ans plus tard. En 2015, elle est exclue de la liste des candidats aux élections générales, une décision confirmée en 2016.
En juin 2018, Sánchez la choisit comme ministre du Travail, des Migrations et de la Sécurité sociale. Elle ne parvient pas à mener la réforme de la primauté des conventions collectives avant la fin de son mandat en janvier 2020, lorsque son ministère est scindé en deux dans le cadre de la formation d'un gouvernement de coalition dont elle ne fait pas partie. Réélue députée de Guadalajara en 2019, elle prend la présidence de la commission chargée du système de retraite au Congrès. Elle devient, trois ans plus tard, présidente du Conseil d'État, fonction dont elle est relevée au bout de 15 mois après l'annulation de sa nomination par la justice.

## Formation et vie professionnelle
Née à Torremocha, dans la province de Cáceres, le 27 septembre 1959, Magdalena Valerio Cordero étudie le droit à l'université complutense de Madrid (UCM), où elle obtient sa licence en 1985.
Elle travaille d'abord comme aide à la préparation des concours dans les champs du travail et de la Sécurité sociale dans une école préparatoire de Madrid, puis déménage en 1989 à Guadalajara, où son mari magistrat vient d'être affecté. Elle passe alors avec succès le concours du corps de gestion de la Sécurité sociale et de l'Institut national de l'emploi (INEM).
D'abord chef des négociations de personnel à la direction provinciale de l'Institut des personnes âgées et des services sociaux (IMSERSO) entre 1991 et 1994, elle est promue sous-directrice de la gestion économique et administrative, et secrétaire provinciale, de l'Institut national de la santé (INSALUD) en 1994.

## Engagement politique local

### Débuts municipaux
Lors des élections municipales de juin 1999, Magdalena Valerio se présente sur la liste socialiste à Guadalajara. Après que le Parti populaire (PP) a conservé le pouvoir, elle est choisie comme porte-parole du groupe des élus du Parti socialiste ouvrier espagnol (PSOE). À la suite des élections de mai 2003, les socialistes prennent la mairie et Magdalena Valerio est désignée deuxième adjointe au maire Jesús Alique (es), déléguée à l'Économie, aux Finances, au Patrimoine, aux Marchés publics et à la Participation citoyenne.

### Membre du gouvernement de Castille-La Manche
Magdalena Valerio abandonne son mandat municipal au bout de deux ans, quand José María Barreda l'appelle au conseil de gouvernement de la Junte des communautés de Castille-La Manche en tant que conseillère au Travail et à l'Emploi. Pour les élections parlementaires de 2007, elle est placée en tête de la liste socialiste dans la circonscription de Guadalajara.
Après avoir été élue députée aux Cortes, elle continue de siéger au sein du gouvernement de la communauté autonome, en tant que conseillère au Tourisme et à l'Artisanat. En 2008, elle prend les fonctions de conseillère à la Justice et aux Administrations publiques.

### Défaite aux élections municipales de 2011
Magdalena Valerio quitte l'exécutif régional en 2010, pour devenir déléguée de la Junte dans la province de Guadalajara. Elle postule ensuite aux primaires socialistes et se fait investir tête de liste dans la capitale provinciale. Toutefois, aux élections municipales de mai 2011, le PP du maire Antonio Román remporte 16 conseillers municipaux sur 25, un record historique. Le PSOE en obtient deux fois moins. Elle retrouve ses anciennes fonctions de porte-parole du principal groupe d'opposition municipale.

## Parcours politique national

### Députée au Congrès

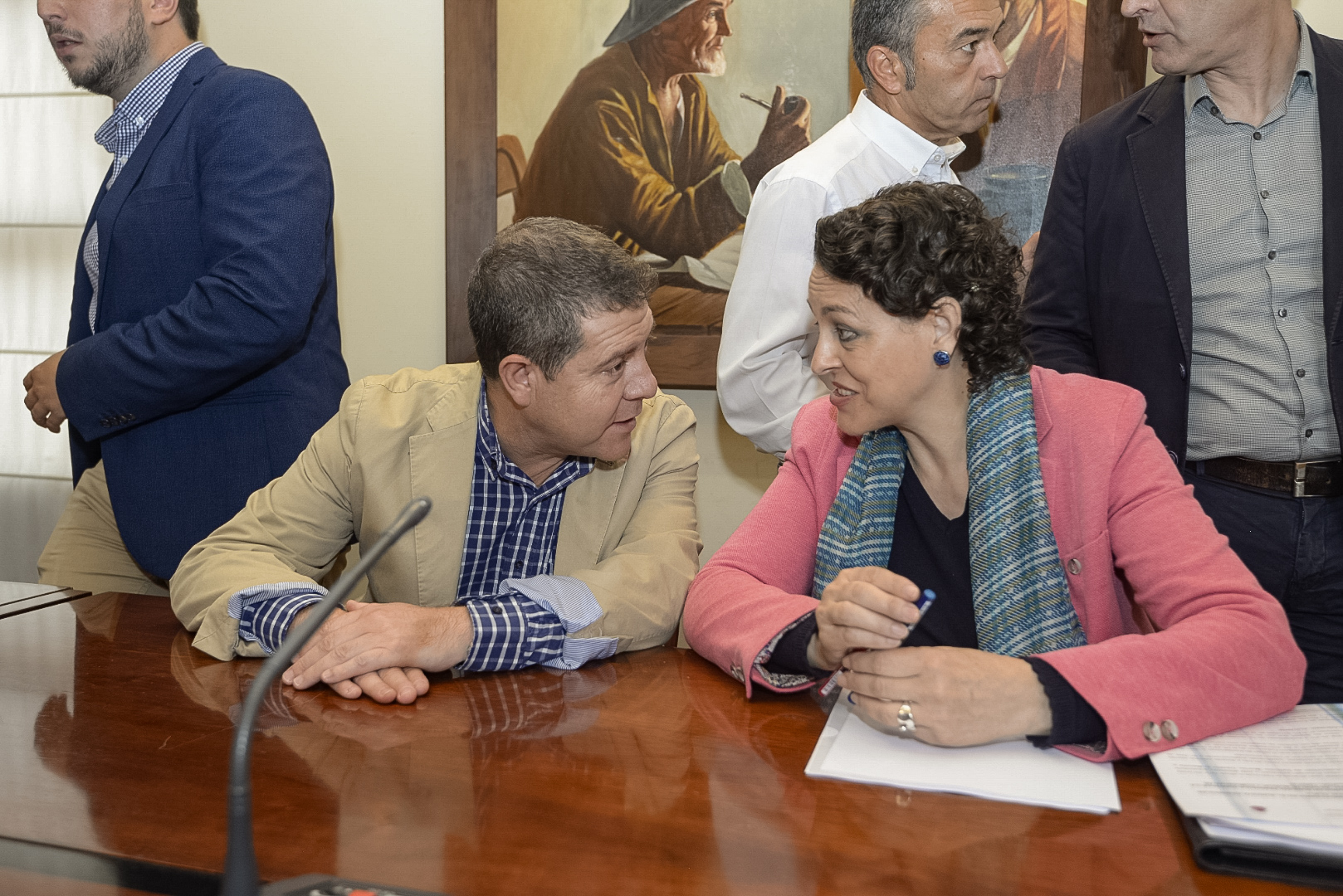
Magdalena Valerio s'oppose à Emiliano García-Page en Castille-La Manche et soutient Pedro Sánchez.

Pour les élections législatives anticipées du 20 novembre 2011, Magdalena Valerio est placée en tête de la liste du Parti socialiste ouvrier espagnol dans la circonscription de Guadalajara. Elle devient alors porte-parole adjointe du groupe socialiste au sein de la commission de Suivi et d'Évaluation des accords du pacte de Tolède, une commission dont elle défend l'importance. Elle est promue en 2014 porte-parole adjointe du groupe parlementaire.
Politiquement opposée au président de Castille-La Manche Emiliano García-Page, elle apporte cette même année son soutien à Pedro Sánchez lors des primaires du congrès fédéral extraordinaire du PSOE et après avoir appris qu'elle est atteinte d'un cancer du sein.
Dans la perspective des élections législatives du 20 décembre 2015, la commission exécutive provinciale socialiste de Guadalajara lui préfère María Luz Rodríguez comme tête de liste et Valerio perd alors son mandat. Lors du scrutin anticipé du 26 juin 2016, c'est Pablo Bellido qui obtient l'investiture. Lors du 39e congrès fédéral du PSOE, elle appuie la candidature de Sánchez avec l'ancienne secrétaire générale provinciale María Antonia Pérez Léon et le porte-parole du groupe municipal Daniel Jiménez. Après la victoire de Sánchez, elle est appelée pour siéger à la commission exécutive fédérale en tant que responsable de la Sécurité sociale et du pacte de Tolède.

### Ministre du Travail

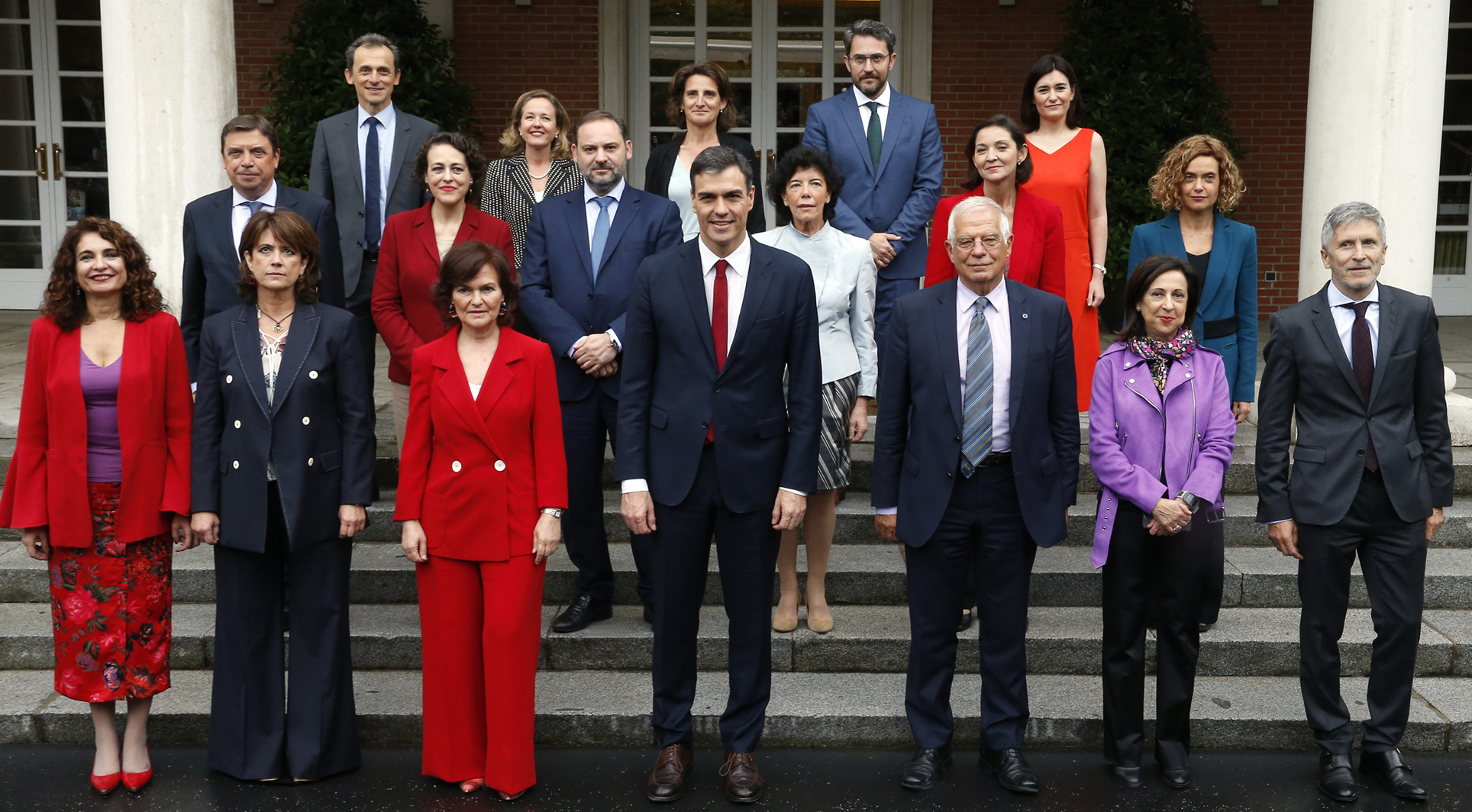
Magdalena Valerio est ministre du Travail du gouvernement Sánchez I entre 2018 et 2020.

Le 7 juin 2018, Magdalena Valerio est nommée à 59 ans ministre du Travail, des Migrations et de la Sécurité sociale dans le gouvernement minoritaire formé par Sánchez. Elle doit alors faire face à plusieurs défis : la lutte contre le chômage, restaurer la solvabilité de la Sécurité sociale et assurer le niveau de pouvoir d'achat des retraités.
Une semaine après sa prise de fonction, elle participe, aux côtés de Pedro Sánchez, à une réunion avec les partenaires sociaux. À sa sortie, elle annonce que le gouvernement renonce à abroger la réforme du droit du travail adoptée sous Mariano Rajoy, un texte vertement critiqué alors par le PSOE, reconnaissant que « l'arithmétique parlementaire est ce qu'elle est » et faire preuve de « pragmatisme » face à celle-ci. Elle précise cependant qu'il existe, selon elle, « des sujets pouvant donner lieu à un consensus social et politique », concernant par exemple les conventions collectives. Le 11 juillet suivant, elle confirme cette volonté lors de son audition par la commission de l'Emploi du Congrès des députés, appelant à « sauver la convention collective de branche » et à « retrouver la négociation collective [en limitant] la primauté des accords d'entreprise, car ils ne représentent pas nécessairement les équilibres nécessaires ».
En dépit de sa volonté d'avancer sur ce sujet au début de l'année 2019, en cherchant à rapprocher les points de vue d'Unidos Podemos, du Parti démocrate européen catalan et du Parti nationaliste basque, elle est contrainte d'y renoncer après que le président du gouvernement a dû convoquer les élections générales anticipées du 28 avril.

### Retour au Congrès des députés

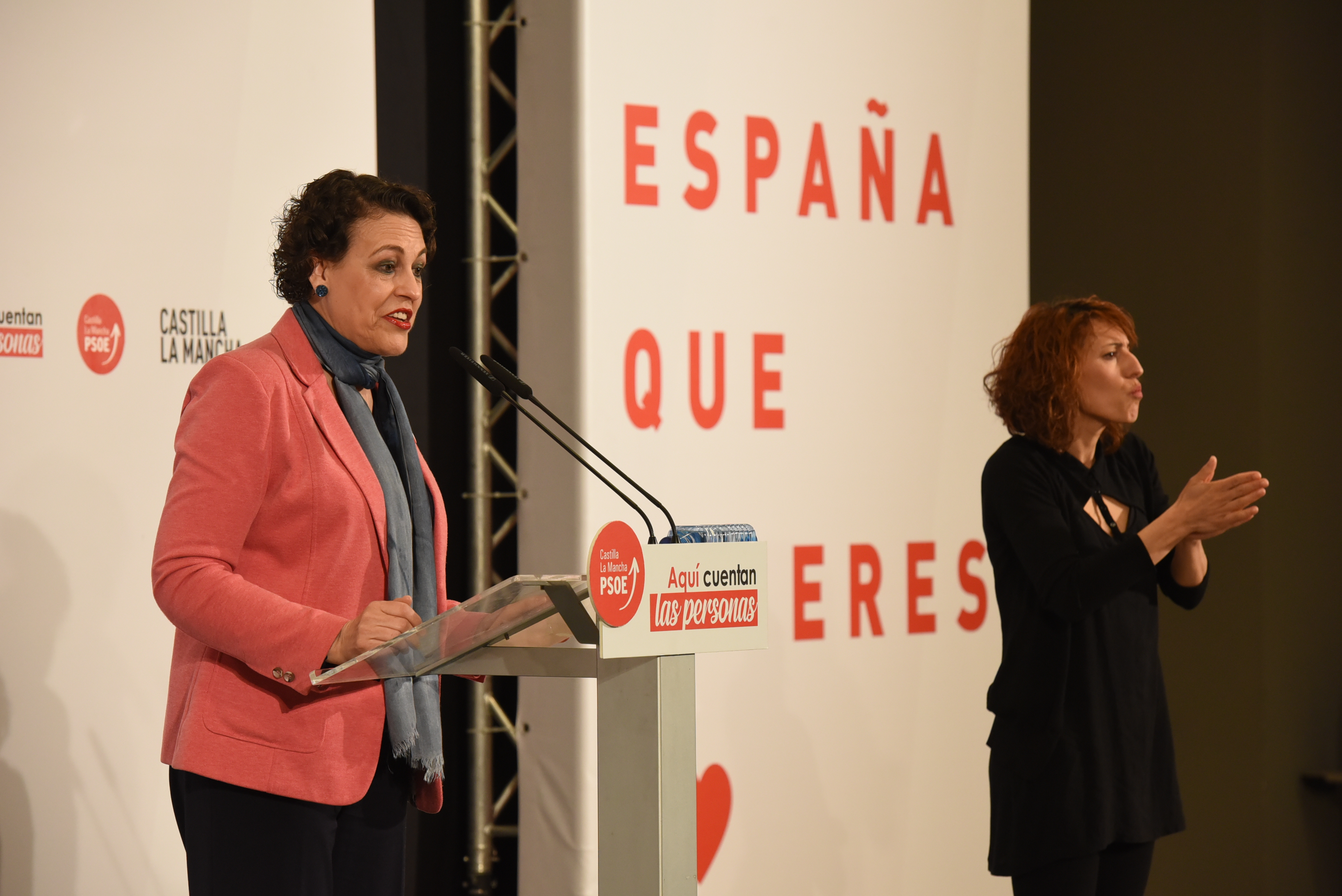
Magdalena Valerio est tête de liste dans la circonscription de Guadalajara en 2019.

Pour le scrutin anticipé, Magdalena Valerio est investie tête de liste dans la circonscription de Guadalajara par le comité exécutif provincial du PSOE au début du mois de mars. Après que le Congrès a été incapable d'investir un président du gouvernement, de nouvelles élections sont convoquées le 10 novembre 2019, auxquelles elle est de nouveau candidate, en première place sur la liste dans Guadalajara.
À la suite de ce nouveau scrutin, le PSOE forme début janvier 2020 un gouvernement de coalition avec Unidas Podemos, dans lequel le ministère de Magdalena Valerio est scindé en deux : le ministère du Travail revient à la communiste Yolanda Díaz et celui de l'Inclusion, de la Sécurité sociale et des Migrations est confié au technocrate José Luis Escrivá. Un mois plus tard, l'ex-ministre est choisie pour occuper la présidence de la commission parlementaire du Suivi des accords du pacte de Tolède, qui concerne le système des pensions de retraite.

## Présidente du Conseil d'État
Le 16 octobre 2022, le gouvernement fait savoir que Magdalena Valerio sera prochainement nommée présidente du Conseil d'État en remplacement de María Teresa Fernández de la Vega, démissionnaire après plus de quatre ans en fonction. Elle démissionne alors du Congrès, deux jours plus tard, son siège revenant au premier non-élu et candidat en deuxième position sur sa liste en novembre 2019, Aurelio Zapata Simón.
Après l'avoir auditionnée le 27 octobre suivant, la commission constitutionnelle du Congrès émet un avis favorable à sa nomination à la majorité des groupes parlementaires, seul Vox votant contre tandis que le Parti populaire s'abstient. Elle est formellement nommée lors du Conseil des ministres du 31 octobre, et entre en fonction le lendemain avec la publication du décret de sa nomination au Bulletin officiel de l'État (BOE).
Le 30 novembre 2023, la chambre du contentieux administratif du Tribunal suprême, saisie par la fondation Hay Derecho, annule à l'unanimité de ses membres la nomination de Magdalena Valerio. Les magistrats considèrent qu'elle ne remplit pas l'un des deux critères cumulatifs pour accéder à la présidence du Conseil d'État, à savoir être une « juriste au prestige reconnu » car sa carrière professionnelle et son parcours politique accréditent seulement l'autre condition exigée, à savoir « la connaissance des affaires de l'État ». Si Magdalena Valerio n'est pas la première ex-ministre à présider le Conseil d'État, elle est la première dont la nomination a été contestée devant la justice, donc la première dont la désignation est ainsi annulée. Le gouvernement dispose de deux mois pour exécuter ce jugement, contre lequel aucun recours n'est possible.
Selon El Español, plusieurs membres du Conseil d'État ont exprimé leur déception quant à cette décision en raison des qualités humaines et professionnelles de la présidente déchue, tout en admettant la qualité juridictionnelle de l'arrêt du Tribunal suprême. En décembre 2023, le gouvernement dépose un recours en nullité contre la décision, arguant que la reconnaissance de l'intérêt à agir de la fondation Hay Derecho constitue une erreur de droit fondée sur une interprétation trop souple des textes en vigueur. Ce recours en nullité est rejeté le 2 février 2024 par la chambre du contentieux administratif du Tribunal suprême, qui confirme de facto l'annulation de la nomination de Magdalena Valerio.
Le Bulletin officiel de l'État publie le 14 février 2024 le décret la relevant de ses fonctions. En attendant la prise de fonction de sa successeure désignée, Carmen Calvo, l'intérim de la présidence est assumé par Miguel Herrero.